# Haania
Haania (лат.) — род богомолов из семейства Haaniidae. Известно около 10 видов. Зарегистрированы из южного Китая (Хайнань), в странах Индо-Китая и на островах Филиппин; вид Haania aspera также на Новой Гвинее. Род был впервые выделен в 1871 году, типовой вид Haania lobiceps de Haan, 1842.
От близких групп род отличается следующими признаками: на передних голенях два дорсальных шипа; переднеспинка с заметно приподнятым, зубчатым продольным килем.
- Haania aspera Werner, 1922
- Haania borneana Beier, 1952
- Haania confusa Kirby, 1904
- Haania dispar Werner, 1922
- Haania doroshenkoi Anisyutkin & Gorochov, 2004[6]
- Haania lobiceps de Haan, 1842 typus
- Haania orlovi Anisyutkin, 2005
- Haania philippina Giglio-Tos, 1915
- Haania simplex Beier, 1952
- Haania vitalisi Chopard, 1920